# Knemodynerus djarabubensis
Knemodynerus djarabubensis är en stekelart som först beskrevs av Schulthess 1928.  Knemodynerus djarabubensis ingår i släktet Knemodynerus och familjen Eumenidae.

## Underarter
Arten delas in i följande underarter:
- K. d. algirus
- K. d. zavattarii